# Ensemble vocal du Golo
L’Ensemble vocal du Golo est un chœur mixte à 4 pupitres : sopranos, altos, ténors et basses. Il débute officiellement le 31 janvier 2000.

## Composition
Présidé par Alain de Carmejane, il a pour chef de chœur Antoine Cancellieri, et depuis 2015 un pianiste, Virgile Ferjoux. Il regroupe une cinquantaine de  choristes, hommes et femmes,  , désireux de s’initier au chant choral polyphonique. Les répétitions ont lieu tous les lundis soir au Centre social de Borgo, .
Son répertoire est très varié, avec des chants sacrés, des compositions classiques, profanes et contemporaines, des chants traditionnels du monde, des chants corses,

## Vocation
L'Ensemble vocal du Golo donne régulièrement des concerts en Corse, mais aussi sur le continent français, italien et à Monaco. En retour, il accueille les groupes qu’ils soient corses ou du continent.

Au sein de l’ensemble, existe aussi une chorale liturgique qui anime mariages, fêtes patronales, funérailles, anniversaires, etc.

## Concerts
En 2015, l'ensemble s'est produit à Monaco, ville jumelée avec Lucciana.
En 2016, des concerts sont donnés dans de nombreux villages et villes de l’île et du continent français (Bastia, Porto-Vecchio, Feliceto, Lucciana, etc.).

Le 11 juin 2016, la chorale participe à Châteaurenard, à un grand rassemblement de chœurs avec 400 choristes.